# Солароло
Солароло (італ. Solarolo) — муніципалітет в Італії, у регіоні Емілія-Романья,  провінція Равенна.
Солароло розташоване на відстані близько 280 км на північ від Рима, 45 км на схід від Болоньї, 29 км на захід від Равенни.
Населення — 4472 особи (2014).
Щорічний фестиваль відбувається 20 січня. Покровитель — San Sebastiano.

## Демографія
Населення за роками:

Станом на 1 січня 2023 року в муніципалітеті офіційно проживали 604 іноземці з 37 країн, серед них 157 громадян країн Євросоюзу та 17 громадян України.

## Сусідні муніципалітети
- Баньяра-ді-Романья
- Кастель-Болоньєзе
- Котіньола
- Фаенца
- Імола